# Aurore Richel
Pour l’article homonyme, voir Richel.
Aurore Richel, née à Liège le 25 juillet 1977, est un docteur en sciences chimiques belge, spécialisée dans la chimie verte et des ressources renouvelables. Elle est professeur ordinaire à l’Université de Liège où elle dirige le Laboratoire de Biomasse et Technologies Vertes. Ses travaux portent actuellement sur la production de nouvelles solutions énergétiques (hydrogène, et carburants alternatifs pour le transport routier ou aérien,) et de matériaux innovants (nouveaux matériaux plastiques),, à faible impact environnemental. 
Elle est élue en 2023 membre titulaire de l'Académie Royale des Sciences, des Lettres et des Beaux-Arts de Belgique. 

## Éducation
Elle est diplômée en sciences chimiques de l’Université de Liège, elle possède un doctorat en sciences.

## Projets actuels
Son laboratoire est actif dans la chimie des ressources renouvelables et les technologies associées. Elle est impliquée dans plus de 15 projets nationaux et internationaux en lien avec la production de bio-énergie et de bio-produits. Elle a créé, en 2018, une plateforme internationale dédiée à la formulation de nouvelles solutions "biomasse-énergie" en collaboration avec l'Université de Kobé (Japon) et Texas A&M (États-Unis). 